# BMW Sauber F1.07
BMW Sauber F1.07  je 2. vozem formule 1 týmu BMW Sauber, který se účastnil mistrovství světa v roce 2007. Monopost by představen 16. ledna ve Valencii.

## Popis
Monopost F1.07 má upravený nos a přední křídlo, aby lépe fungovalo obtékání předních pneumatik a aerodynamika napomáhala snadnému zatáčení vozu při dostatečném přítlaku. Zadní část podobně jako u Ferrari F2007 zúžena kvůli lepšímu proudění vzduchu k zadnímu spoileru. Zakončení výfuku bylo také přepracováno. Nové předpisy požadují větší bezpečnost jezdců, proto byly vyztuženy přední i zadní část vozu a boky kokpitu. Konstruktéři se snažili snížit váhu vozu častým používáním uhlíkových vláken.

## Technická data
- Délka: 4 580 mm
- Šířka: 1 800 mm
- Výška: 1 000 mm
- Váha: 605 kg (včetně pilota, vody a oleje)
- Rozchod kol vpředu: 1 470 mm
- Rozchod kol vzadu: 1 410 mm
- Rozvor: 3 110 mm
- Převodovka: BMW Sauber L 7stupňová poloautomatická.
- Brzdy: Brembo
- Motor: P86/7
  - V8 90°
  - Zdvihový objem:
  - Výkon: ?/19000 otáček
  - Vrtání:
  - Zdvih:
  - Ventily: 32
  - Mazivo: Petronas
  - Palivo: Petronas
  - Váha: 95 kg
  - Vstřikování Magneti Marelli
  - Palivový systém Magneti Marelli
- Pneumatiky: Bridgestone

## Výsledky v sezoně 2007
| Legenda k tabulce | Legenda k tabulce                                                                       |
| Barva             | Výsledek                                                                                |
| ----------------- | --------------------------------------------------------------------------------------- |
| Zlatá             | Vítěz                                                                                   |
| Stříbrná          | 2. místo                                                                                |
| Bronzová          | 3. místo                                                                                |
| Zelená            | Bodované umístění                                                                       |
| Modrá             | Nebodované umístění                                                                     |
| Modrá             | Dokončil neklasifikován (NC)                                                            |
| Fialová           | Odstoupil (Ret)                                                                         |
| Červená           | Nekvalifikoval se (DNQ)                                                                 |
| Červená           | Nepředkvalifikoval se (DNPQ)                                                            |
| Černá             | Diskvalifikován (DSQ)                                                                   |
| Bílá              | Nestartoval (DNS)                                                                       |
| Bílá              | Závod zrušen (C)                                                                        |
| Světle modrá      | Pouze trénoval (PO)                                                                     |
| Světle modrá      | Páteční testovací jezdec (TD)                                                           |
| Bez barvy         | Netrénoval (DNP)                                                                        |
| Bez barvy         | Vyřazen (EX)                                                                            |
| Bez barvy         | Nepřijel (DNA)                                                                          |
| Bez barvy         | Odvolal účast (WD)                                                                      |
| Bez barvy         | Nezúčastnil se (prázdné)                                                                |
| Označení          | Význam                                                                                  |
| Tučnost           | Pole position                                                                           |
| Kurzíva           | Nejrychlejší kolo                                                                       |
| †                 | Jezdec nedojel do cíle, ale byl klasifikován, protože odjel více než 90 % délky závodu. |
| ‡                 | Byl udělován poloviční počet bodů, protože bylo odjeto méně než 75 % délky závodu.      |
| Horní index       | Umístění bodujících jezdců ve sprintu                                                   |

| Rok  | Šasi | Motor            | Pneu | Jezdci   | 1   | 2   | 3   | 4   | 5   | 6   | 7   | 8   | 9   | 10  | 11  | 12  | 13  | 14  | 15  | 16  | 17  | Body | Pořadí |
| ---- | ---- | ---------------- | ---- | -------- | --- | --- | --- | --- | --- | --- | --- | --- | --- | --- | --- | --- | --- | --- | --- | --- | --- | ---- | ------ |
| 2007 | BMW  | BMW P86/7 2.4 V8 | B    |          | AUS | MAL | BHR | ESP | MON | CAN | USA | FRA | GBR | EUR | HUN | TUR | ITA | BEL | JPN | CHN | BRA | 101  | 2.     |
| 2007 | BMW  | BMW P86/7 2.4 V8 | B    | Heidfeld | 4   | 4   | 4   | Ret | 6   | 2   | Ret | 5   | 6   | 6   | 3   | 4   | 4   | 5   | 14  | 7   | 6   | 101  | 2.     |
| 2007 | BMW  | BMW P86/7 2.4 V8 | B    | Kubica   | Ret | 18  | 6   | 4   | 5   | Ret |     | 4   | 4   | 7   | 5   | 8   | 5   | 9   | 7   | Ret | 5   | 101  | 2.     |
| 2007 | BMW  | BMW P86/7 2.4 V8 | B    | Vettel   | TD  | TD  |     |     |     |     | 8   |     |     |     |     |     |     |     |     |     |     | 101  | 2.     |